# 한스게르트 푀테링
한스게르트 푀테링(Hans-Gert Pöttering, 1945년 9월 15일~ )은 유럽 국민당 소속의 독일의 정치인이며, 2007년부터 2009년 7월까지 유럽 의회 의장을 역임했다. 2009년 12월 4일 그는 콘라드 아데나워 재단(Konrad Adenauer Foundation)의 의장으로 선출되어 2010년 1월부터 활동 중이다. 1979년 첫 선거 이후로 계속 유럽 의회 의원을 맡고 있어 가장 오랫동안 역임한 의원이고 1999년부터 2007년까지는 유럽 국민당-유럽 민주주의 그룹(EPP-ED) 계파 대표를 맡고 있다.
또, 그는 유럽 역사 화해 그룹의 일원이다.

## 개인사
그는 벨기에 브뤼셀에 거주한다. 피테링의 종교는 로마 가톨릭이며 이혼하였고 두 명의 아들이 있다.

## 저서
- Adenauers Sicherheitspolitik 1955–1963. Ein Beitrag zum deutsch-amerikanischen Verhältnis, Droste Verlag 1975, ISBN 3-7700-0412-4
- Europas Vereinigte Staaten, Editio Interfrom 2000, ISBN 3-7201-5237-5, with Ludger Kühnhardt
- Weltpartner Europäische Union, Edition Interfrom 2001, ISBN 3-7201-5252-9, with Ludger Kühnhardt
- Kontinent Europa. Kern, Übergänge, Grenzen, Edition Interfrom 2002, ISBN 3-7201-5276-6, zusammen mit Ludger Kühnhardt
- Von der Vision zur Wirklichkeit. Auf dem Weg zur Einigung Europas, Bouvier 2004, ISBN 3-416-03053-2